# Budîliv, Sneatîn
Budîliv (în ucraineană Будилів) este o comună în raionul Sneatîn, regiunea Ivano-Frankivsk, Ucraina, formată numai din satul de reședință.

## Demografie
Componența lingvistică a comunei Budîliv
     Ucraineană (99,08%)
     Alte limbi (0,67%)
Conform recensământului din 2001, majoritatea populației comunei Budîliv era vorbitoare de ucraineană (99,08%), existând în minoritate și vorbitori de alte limbi.